# Pablo Alborán
Pablo Moreno de Alborán Ferrándiz (Málaga, 31 mei 1989), beter bekend als Pablo Alborán is een Spaanse singer-songwriter en muzikant. Alborán is doorgebroken op YouTube in 2010, en is sinds 2011 een van de succesvolste Spaanse artiesten.

## Biografie
De vader van Alborán is een Spaanse architect en zijn moeder is van Franse nationaliteit, als dochter van Spaanse ouders, geboren en opgegroeid in Casablanca toen Marokko een Frans protectoraat was. Al van kinds af aan interesseert Pablo zich voor muziek en leert hij verschillende instrumenten bespelen, zoals de gitaar en de piano. Hij krijgt les van verschillende professionele zangers, waaronder een aantal flamencozangers. In zijn muziek is die invloed duidelijk te horen.
Vanaf 14 jaar begint hij alleen te zingen en plaatst zijn eigen liedjes op Myspace en YouTube. Zijn eerste youtube-filmpje is meer dan 2 miljoen keer bekeken en dusdanig al een succes, maar zijn doorbraak komt met de single Solamente tú, dat in Spanje en Latijns-Amerika vaker dan 70 miljoen keer beluisterd wordt. Hij wordt benaderd door de producent Manuel Illán en begint met het maken van zijn eerste album, waarvan hij een aantal nummers al op YouTube plaatst voordat het album uitkomt. Mond-tot-mondreclame wordt op deze wijze zijn sterkste marketingtechniek. In 2010 komt zijn eerste single, Solamente tú voor het eerst uit, in digitale verkoop.
Op 1 februari 2011 komt zijn eerste album uit, Pablo Alborán genoemd. Dit album is een onmiddellijk succes en zal meerdere weken de verkoopslijsten aanvoeren. In mei van dat jaar begint hij aan een internationale tournee door het Iberisch Schiereiland en Latijns-Amerika. In november 2011 komt zijn tweede album uit, En Acústico, dat van een aantal liedjes van zijn eerste album de akoestische versie bevat, en daarnaast 6 nieuwe nummers. Door de samenwerking met de Portugese zangeres Carminho verkrijgt hij ook in dat land bekendheid en begint er de hitlijsten te domineren vanaf begin 2012. Op 6 november 2012 brengt hij zijn album Tanto uit, in november 2014 Terral en op 17 november 2017 is zijn laatste album Prometo,uitgekomen. waarvan hij tevoren al de 2 singles Saturno en No vaya a ser uitbracht als voorproefje. Half november 2020 zal vermoedelijk zijn nieuwe album Vertigo uitkomen.
Hij heeft al met meerdere andere gerenommeerde zangers samengewerkt. Dit begon met Diana Navarro, met wie hij van begin af aan regelmatig nog samen zou werken, en verder onder anderen met Miguel Bosé, María Dolores Pradera, Alejandro Sanz en het Mexicaanse duo Jesse & Joy.
Tijdens zijn verschillende internationale tournees vanaf 2011 weet hij grote zalen tot de nok toe te vullen, waaronder het Teatro Gran Rex in Buenos Aires, het Campo Paqueno in Lissabon, het Palacio de Deportes in Madrid en het Palau Sant Jordi in Barcelona, en andere grote zalen in onder andere het Iberisch Schiereiland, Argentinië, Chili, Mexico en de VS. Vanaf eind 2011 begint hij grote prijzen te winnen, waaronder 'beste album van het jaar' van TVE, de Spaanse publieke omroep, in 2011. Op het internationaal songfestival van Viña del Mar in 2013 sleept hij 4 prijzen in de wacht. Bovendien wordt hij voor meerdere prestigieuze prijzen genomineerd, zoals de Latin Grammy Awards (2011, 2013, 2014, 2015, 2016), en de World Music Awards (2013, 2014). In 2016 won hij een Goya award voor Palmeras en la nieve en in 2017 een TVyNovelas Awards voor Se puede amar.

## Discografie

### Albums
- Pablo Alborán (2011)
- En acústico (2011, live)
- Tanto (2012)
- Terral (2014)
- Prometo (2017)
- Vertigo (2020)
- La cuarta hoja (2022)

### Singles
- Solamente tú
- Miedo
- Perdóname
- Tanto
- El beso
- Éxtasis
- Quién
- Dónde está el amor i.s.m. Jesse & Joy
- Por fin
- Saturno
- No vaya a ser
- Carretera y Manta (2022)
- Amigos (met María Becerra) (2022)
- Ave de paso (met Ana Mena) (2022)

- Biblioteca Nacional de España: XX5081680
- Bibliothèque nationale de France: cb17044840c (data)
- Gemeinsame Normdatei: 1149080787
- International Standard Name Identifier: 0000 0003 6363 4898
- Library of Congress Control Number: no2012008257
- MusicBrainz: c62936e1-7f2a-4c99-b09b-a5bc85d6c1f3
- Virtual International Authority File: 227756706
- WorldCat: E39PBJwHhTfWQrtY3HB7BdWCcP